# Petronila Xibaja
Petronila Xibaja, även känd som Petronila Quitante, Petronila Xibaja eller Petronila Gibaja, född 1693, död 1763, var en spansk skådespelare och teaterdirektör.
Ursprungligen känd som Petronila Quitante, som illegitim dotter till komikern och komediförfattaren Pedro Quitante, tog hon namnet Petronila Xibaja (eller Petronila Gibaja) år 1717, efter sin återkomst från Portugal, där hon uppträdde fram till 1715 och där hon, enligt samtida krönikor, var älskarinna till kung Johan V, "och på grund av drottningens misstro lämnade hon Lissabon och kom till detta hov med många bekvämligheter och mycket fina smycken och fina kläder, som folk kom att se mer av en önskan att se än för hennes framträdande." 
Hon spelade alltid rollerna som första eller andra dam, vilket underlättades av hennes skönhet och hållning, eftersom hon, enligt alla uppgifter, var en mycket vacker kvinna och en skådespelerska med mycket varierande nyanser, även om hon utmärkte sig i "ömma roller". Journalisten Francisco Mariano Nipho förklarade att "man känner fortfarande sitt hjärta berört av styrkan eller ömheten, och av de ljuva eller starka känslor som, beroende på fallet eller händelsen, med nästan magisk kraft väckte åskådarnas förvåning."
Hon gifte sig med José de Prado år 1720, en av sin tids ledande komediförfattare. Efter hans död år 1724 tog Petronila Xibaja över teatersällskapet och arbetade i åratal som komediförfattare, en position hon fortsatte att inneha år 1745, när hennes kompani uppträdde på hovteatrarna. År 1746 drog hon sig tillbaka från teatern. Hon fick en son, präst och kaplan i Cofradía de la Novena, troligen utom äktenskapet. Hon dog i sitt hem i Madrid den 23 oktober 1763.